# Anzia jamesii
Anzia jamesii är en lavart som beskrevs av D. J. Galloway. Anzia jamesii ingår i släktet Anzia och familjen Parmeliaceae.   Inga underarter finns listade i Catalogue of Life.